# Sund (commune de Finlande)
Pour les articles homonymes, voir Sund.
Sund est une municipalité du territoire d'Åland, territoire finlandais autonome situé en mer Baltique ayant le suédois comme seul langue officielle. À Sund, 94 % de la population a pour langue maternelle le suédois.

## Histoire
Sund est par certains côtés le cœur historique de l'archipel. Peu après la construction de l'église au XIIIe siècle s'implante à côté un important château, qui sera un des principaux centres de pouvoir de la Baltique de sa fondation en 1388 jusqu'à son incendie et son abandon en 1745. Ce château de Kastelholm est aujourd'hui le site touristique le plus visité du territoire d'Åland.
À proximité immédiate, les russes construisirent une de leurs plus importantes forteresses du Grand-duché de Finlande. Cette gigantesque zone de fortifications de Bomarsund. Elle fut bombardée en 1854 par les Français et les Anglais pendant la Guerre de Crimée. Le traité de Paris mettant fin à la guerre empêchera sa reconstruction en imposant la démilitarisation d'Åland, mais les ruines des imposants murs restent aujourd'hui bien visible. Pour toutes ces raisons, une partie de la commune est classée paysage national au titre de paysage culturel de Sund.

## Géographie
La commune occupe l'extrémité orientale de l'île principale (Fasta Åland). Le paysage y est nettement vallonné et la côte fortement découpée.
La seule commune véritablement limitrophe est Saltvik au nord, Vårdö (à l'est) étant reliée par un bac. Les autres communes voisines (frontières maritimes) étant Lumparland, Jomala et Finström.